# Leucania calorica
Leucania calorica là một loài bướm đêm trong họ Noctuidae.